# Station Turów
Station Turów is een spoorwegstation in de Poolse plaats Turów.